# استخوان‌ماهی کوتاه‌آرواره
استخوان‌ماهی کوتاه‌آرواره (نام علمی: Albula glossodonta) نام یک گونه از سرده استخوان‌ماهی‌ها است.